# 라프 발로네

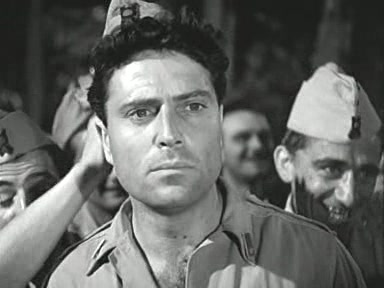

라프 발로네(Raf Vallone, 1916년 2월 17일 ~ 2002년 10월 31일)는 이탈리아의 축구 선수, 저널리스트, 연극 배우, 영화배우이다.
로마에서 사망하였다.

## 영화
- 베니스의 사랑 (1992년)
- 제1연옥 (1991년)
- 대부 3 (1990년) - 람버토 추기경 역
- 크리스토퍼 콜럼버스 (1985년)
- 더 스칼렛 앤 더 블랙 (1983년)
- 어 타임 투 다이 (1982년)
- 사막의 라이온 (1981년) - 디오디에세 역
- 못다한 사랑 (1979년)
- 그리스의 대부 (1978년)
- 깊은 밤 깊은 곳에 (1977년)
- 로즈버드 (1975년)
- 말괄량이 여기자 (1975년)
- 나의 아들 리코 (1973년)
- 썸머타임 킬러 (1972년)
- 크렘린 레터 (1970년)
- 이탈리안 잡 (1969년)
- 샤라즈 (1968년)
- 네바다 스미스 (1966년)
- 할로우 (1965년)
- 침략 전선 (1964년)
- 더 카디널 (1963년)
- 페드라 (1962년)
- 다리에서 본 전망 (1961년)
- 두 여인 (1961년)
- 엘 시드 (1961년)
- 독신 아파트 (1960년)
- 떼레즈 라껭(영어판) (1953년)
- 붉은 셔츠 (1952년)
- 언더 디 올리브 트리 (1950년)
- 화이트 라인 (1950년)